# Латри, Михаил Пелопидович
Михаил Пелопидович Латри (19 (31) октября 1875, Одесса — 11 февраля 1942, Париж) — русский живописец, художник по керамике, представитель киммерийской школы живописи. Внук мариниста И. К. Айвазовского. После революции в 1920 году эмигрировал в Грецию, позднее жил в Париже.

## Биография
Михаил Латри родился в Одессе в семье старшей дочери И. К. Айвазовского Елены Ивановны и врача одесской городской больницы Пелопида Саввича Латри. Значительную часть детства провёл в Феодосии, где попал под влияние творчества своего деда, который был его первым учителем живописи.
В 1896 году, после окончания Ришельевской гимназии, по рекомендации деда поступил в Высшее художественное училище при Императорской Академии художеств, в пейзажный класс Архипа Куинджи. В 1897, после ухода из Академии А. Куинджи, прервал учёбу и отправился в путешествие по Греции, Италии, Турции, Франции. Учился в Мюнхене у Ш. Холлоши и Ферри-Шмидта.
В 1899 году вернулся в Санкт-Петербург и был зачислен в Высшее художественное училище вольнослушателем. В 1902 году окончил курс со званием художника, получив звание художника за картину «Осенний ветер» (1.11.1902) . Писал импрессионистские пейзажи маслом, темперой и акварелью, многие картины посвятил Крыму и Греции. Участвовал в выставках Академии Художеств (с 1912), «Новом обществе художников» (1912—1913), членом-учредителем которого он был, а также в составе крупнейшего творческого объединении молодых художников — «Мир искусства». Картины репродуцировались в журналах «Мир искусства» и «Огонёк».
В 1905 году переехал в имение Баран-Эли возле Феодосии, где оборудовал специальную керамическую мастерскую и на последующих выставках выставлял именно керамические произведения. Так, он показал художественную керамику в передвижном «Салоне Издебского» 1909—1910 годов. В этот же период Михаил Латри активно участвовал в деятельности Феодосийского Общества любителей художеств, был общественным директором Феодосийской картинной галереи.
В 1920 году с первой волной русской эмиграции Михаил Латри покинул Крым и обосновался в Греции. Руководил Королевским керамическим заводом в Афинах. Исполнил пейзажи Афин, островов Делос и Миконос, принимает участие в археологических раскопках древнего Делоса и Миконоса.
В 1924 году смена политической обстановки в Греции заставила Михаила Латри переехать в Париж. Организовал крупную декоративно-художественную мастерскую, разрабатывал эскизы, по которым изготавливались вазы, сервизы, панно, лаковые ширмы. Русский символизм перекликался у Латри с декоративными мотивами набиравшего силу Ар деко.
В 1935 году провёл персональную выставку в Реймсе, на которой были представлены графические работы и акварели Парижского периода. Умер 11 февраля 1942 года в Париже. Похоронен на русском кладбище Сент-Женевьев де Буа.
В 1962 и 1975 годах в Феодосии прошли мемориальные выставки творчества Михаила Латри. Наиболее представительная коллекция его работ хранится в Феодосийской картинной галерее им. Айвазовского. Его произведения также находятся в таких музейных собраниях, как Государственная Третьяковская галерея, Государственный Русский музей, Лувр.

## Галерея

Некоторые работы
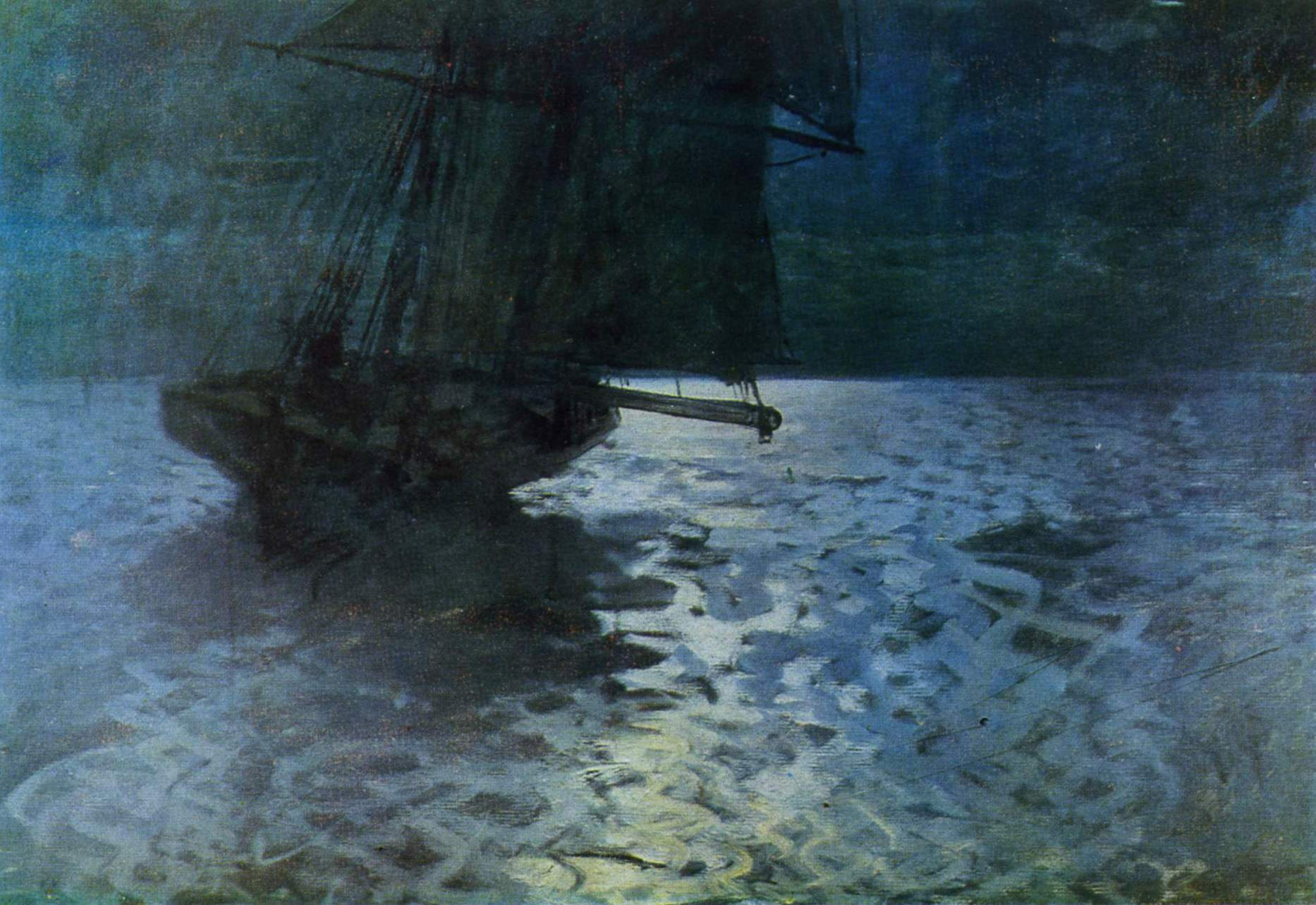
Лунная ночь на море
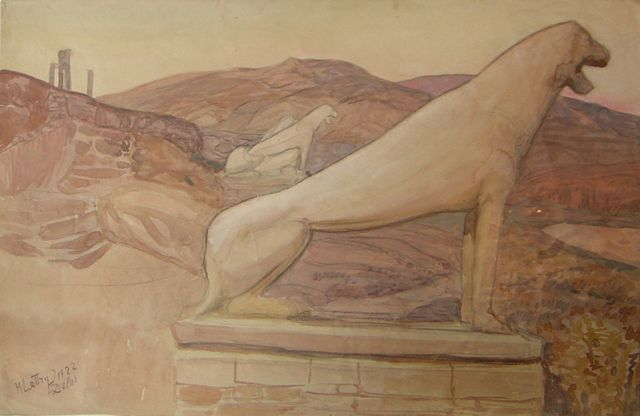
Остров Делос
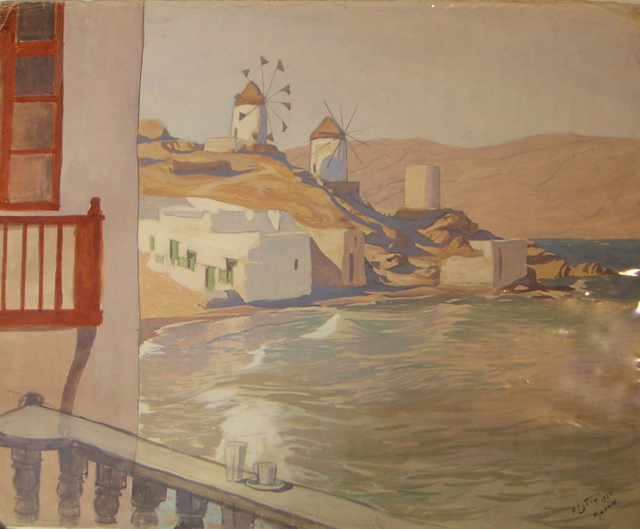
Остров Миконос
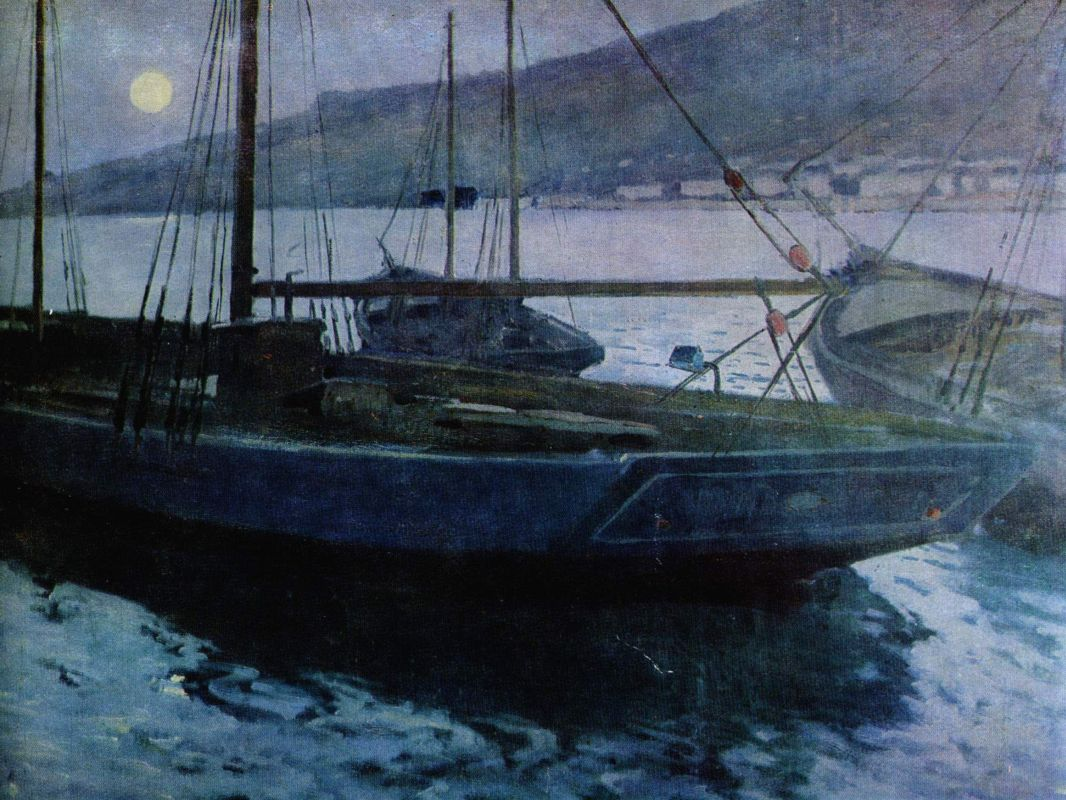
Восход луны
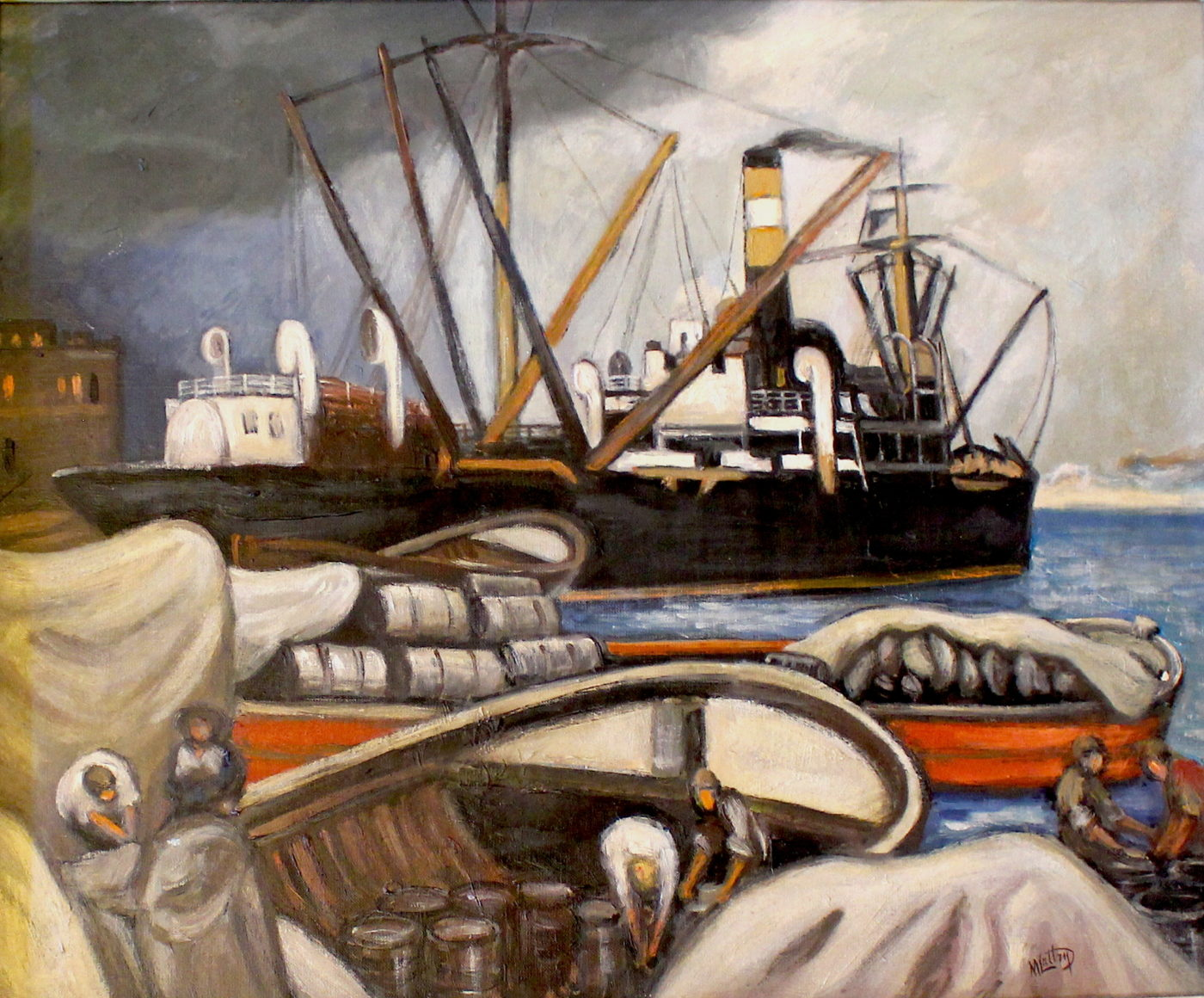
В порту
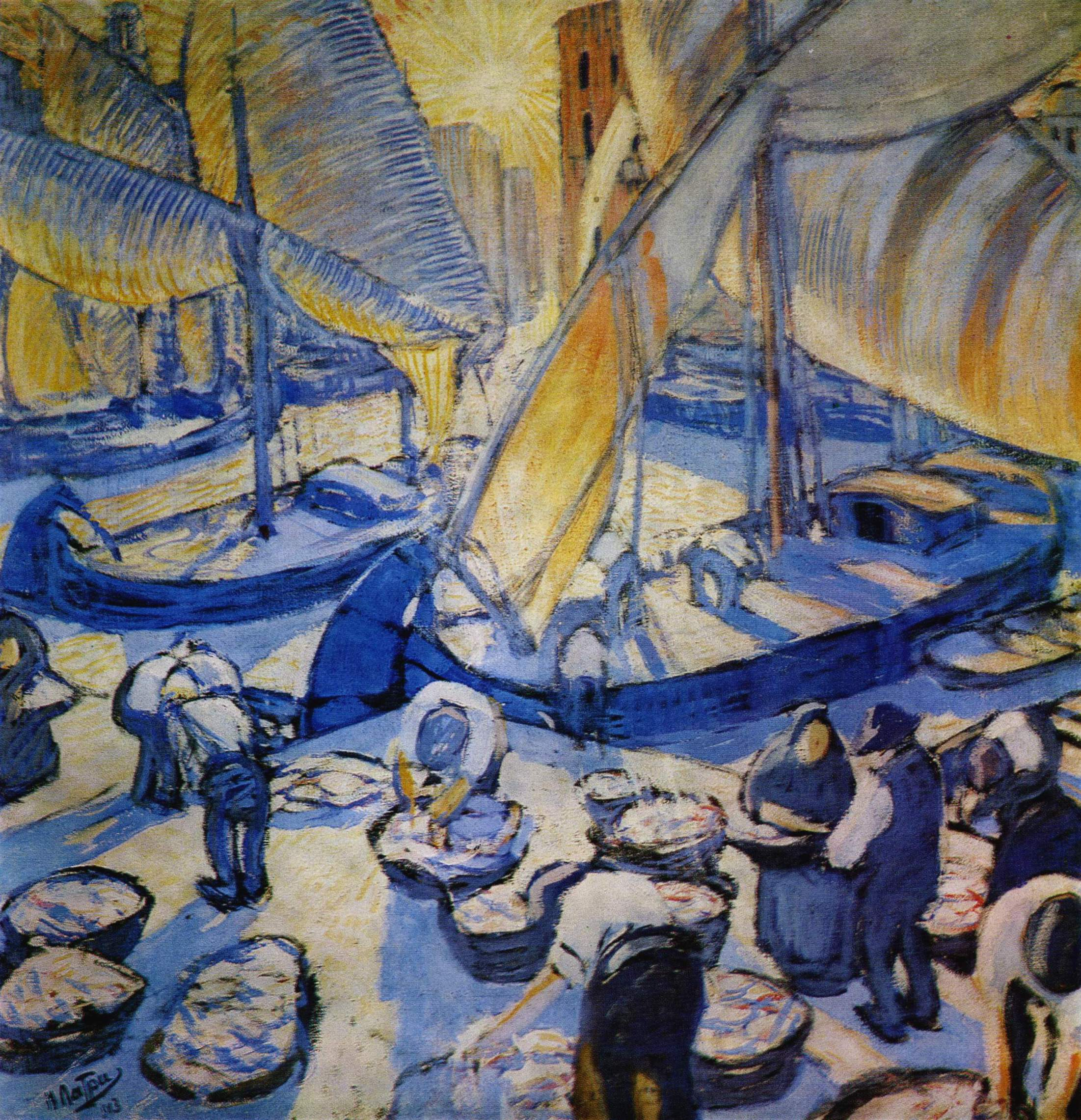
Выгрузка рыбы
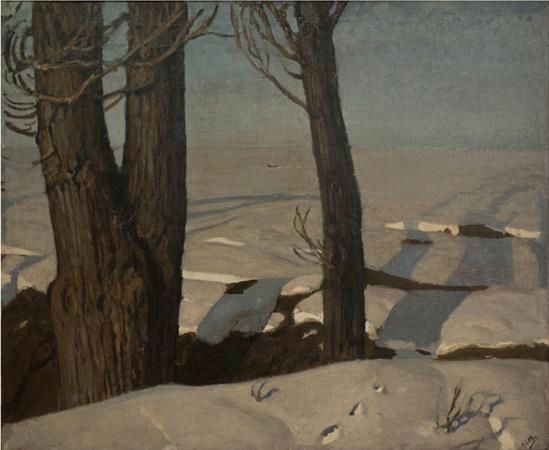
Стволы деревьев зимой
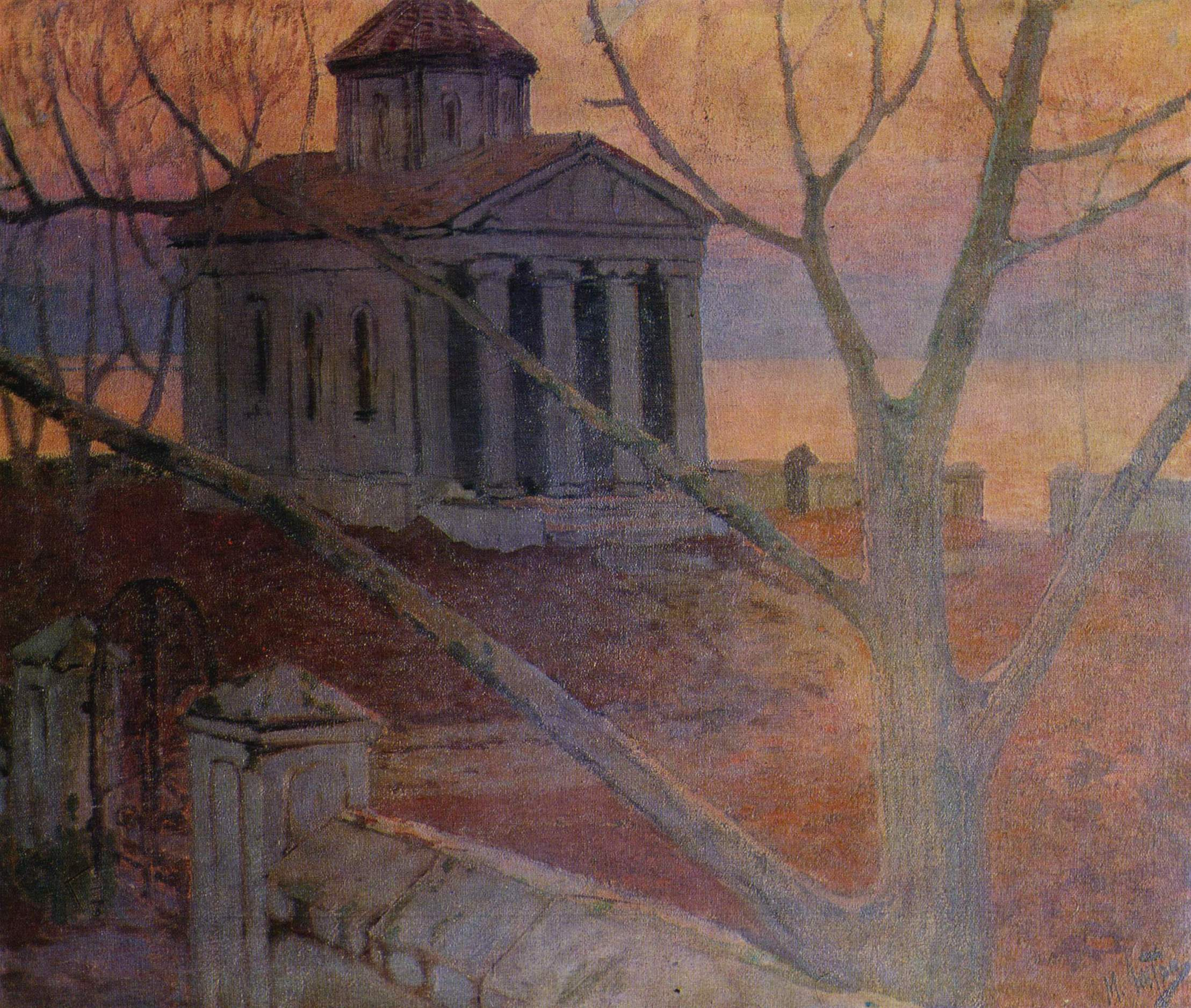
Храм над морем
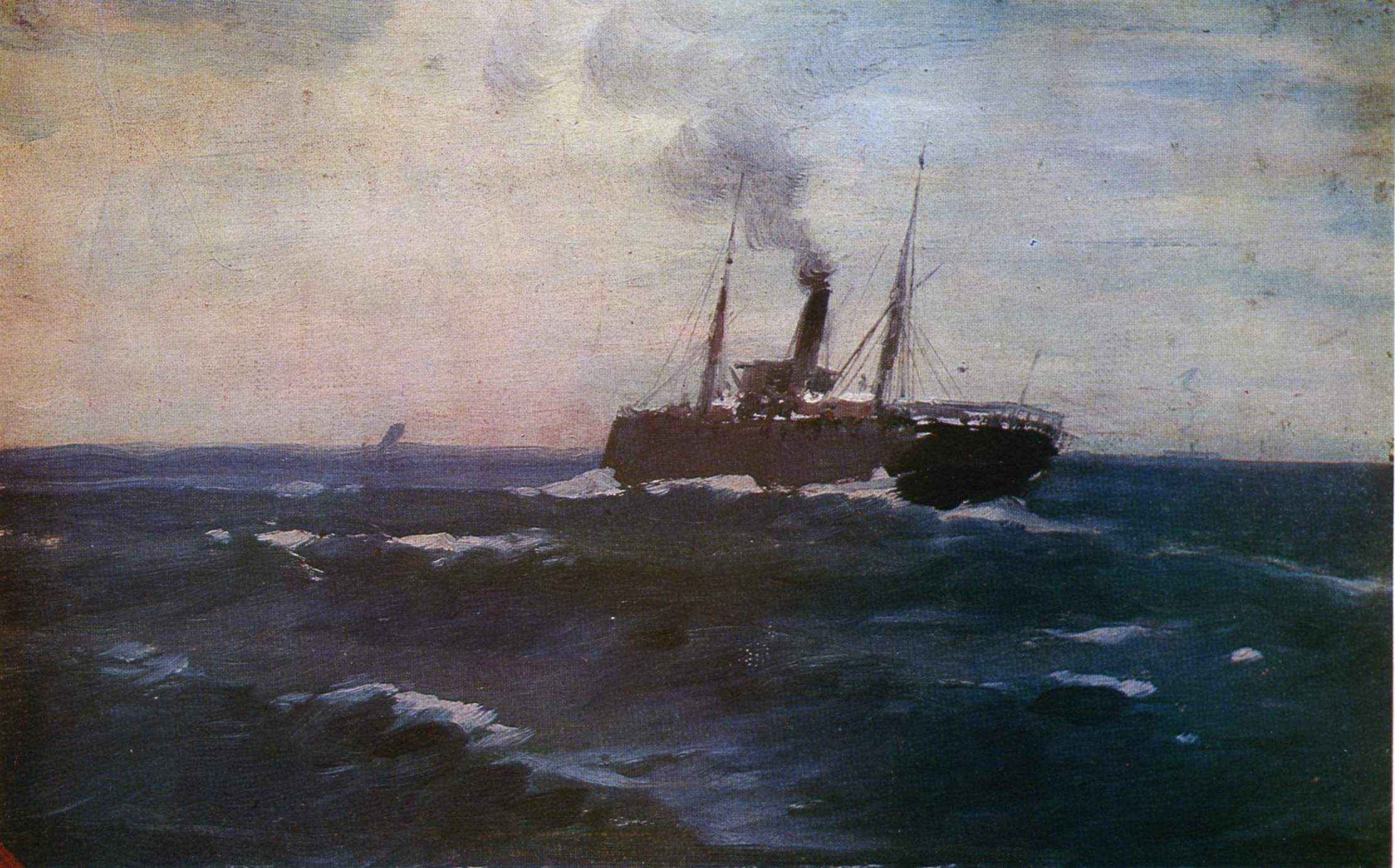
Марина
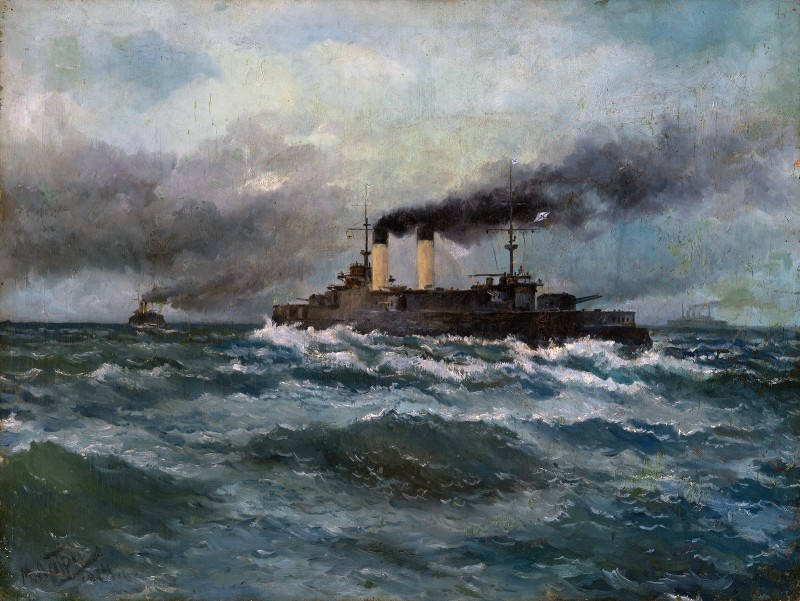
Броненосец в штормовом море